# Elvis Brajković
Elvis Brajković (Fiume, 12 giugno 1969) è un dirigente sportivo ed ex calciatore croato.

## Carriera

### Club
Ha iniziato la carriera con la squadra della sua città, il Rijeka, con cui ha giocato per quattro stagioni e ha collezionato 86 presenze e 2 reti. Nel 1995 si è trasferito nella Bundesliga, con il Monaco 1860. In un anno e mezzo a Monaco di Baviera ha giocato 27 partite. È poi tornato per pochi mesi al Rijeka, prima di trasferirsi all'Hellas Verona nel gennaio 1997. Qui, alla seconda partita disputata, ha guidato gli scaligeri alla vittoria contro il Milan per 3-1. A fine anno la squadra retrocede.
Dopo questa esperienza, Brajković è tornato in Croazia, precisamente all'Hajduk Spalato. Con la nuova squadra ha vinto un campionato e ha giocato anche diverse partite in Coppa UEFA. Dopo essere entrato negli ultimi anni della sua carriera, ha accettato prima l'offerta del Santos Laguna e poi quella dell'Atlante, due squadre messicane.
Dopo una breve esperienza anche in Israele, all'Hapoel Petah Tiqwa, è tornato alla squadra che lo ha lanciato, il Rijeka. Le sue ultime stagioni professionistiche le ha passate con squadre croate come il Pomorac e l'Šibenik.

### Nazionale
Ha indossato 8 volte la maglia della Croazia, con cui ha realizzato anche 2 reti. È stato nella rosa del campionato d'Europa 1996, dove non ha mai giocato.

## Statistiche

### Cronologia presenze e reti in Nazionale
| Cronologia completa delle presenze e delle reti in nazionale ― Croazia | Cronologia completa delle presenze e delle reti in nazionale ― Croazia | Cronologia completa delle presenze e delle reti in nazionale ― Croazia | Cronologia completa delle presenze e delle reti in nazionale ― Croazia | Cronologia completa delle presenze e delle reti in nazionale ― Croazia | Cronologia completa delle presenze e delle reti in nazionale ― Croazia | Cronologia completa delle presenze e delle reti in nazionale ― Croazia | Cronologia completa delle presenze e delle reti in nazionale ― Croazia |
| Data                                                                   | Città                                                                  | In casa                                                                | Risultato                                                              | Ospiti                                                                 | Competizione                                                           | Reti                                                                   | Note                                                                   |
| ---------------------------------------------------------------------- | ---------------------------------------------------------------------- | ---------------------------------------------------------------------- | ---------------------------------------------------------------------- | ---------------------------------------------------------------------- | ---------------------------------------------------------------------- | ---------------------------------------------------------------------- | ---------------------------------------------------------------------- |
| 20-4-1994                                                              | Bratislava                                                             | Slovacchia                                                             | 4 – 1                                                                  | Croazia                                                                | Amichevole                                                             | -                                                                      |                                                                        |
| 17-8-1994                                                              | Ramat Gan                                                              | Israele                                                                | 0 – 4                                                                  | Croazia                                                                | Amichevole                                                             | -                                                                      |                                                                        |
| 9-10-1994                                                              | Zagabria                                                               | Croazia                                                                | 1 – 0                                                                  | Lituania                                                               | Qual. Euro 1996                                                        | -                                                                      | 88’                                                                    |
| 16-11-1994                                                             | Palermo                                                                | Italia                                                                 | 1 – 2                                                                  | Croazia                                                                | Qual. Euro 1996                                                        | -                                                                      |                                                                        |
| 29-3-1995                                                              | Vilnius                                                                | Lituania                                                               | 0 – 0                                                                  | Croazia                                                                | Qual. Euro 1996                                                        | -                                                                      |                                                                        |
| 28-2-1996                                                              | Fiume                                                                  | Croazia                                                                | 2 – 1                                                                  | Polonia                                                                | Amichevole                                                             | 1                                                                      |                                                                        |
| 26-3-1996                                                              | Varaždin                                                               | Croazia                                                                | 2 – 0                                                                  | Israele                                                                | Amichevole                                                             | -                                                                      | 46’                                                                    |
| 10-4-1996                                                              | Zagabria                                                               | Croazia                                                                | 4 – 1                                                                  | Ungheria                                                               | Amichevole                                                             | 1                                                                      |                                                                        |
| Totale                                                                 |                                                                        | Presenze                                                               | 8                                                                      |                                                                        | Reti                                                                   | 2                                                                      |                                                                        |